# Cat 1 (Album)
Cat #1 ist das 1994 erschienene zweite Studioalbum der US-amerikanischen Hardrock-Band Criss.

## Hintergrund
Gemeinsam mit den Musikern Mark Montague (Bass), Kirk Miller (Leadgitarre), Mike Stone (Gesang) hatte Peter Criss, ehemals Schlagzeuger und Gründungsmitglied von Kiss, 1992 die Gruppe Criss gegründet, mit der er im Oktober 1993 die EP Criss veröffentlicht hatte.
Im Laufe des Sommers 1993 nahm die Band weitere Stücke auf, die dann im August 1994 auf der LP bzw. CD Cat #1 veröffentlicht wurden. Die auf der EP enthaltenen Stücke waren, mit Ausnahme der Songs The Cat und What You’re Doin’, auch Bestandteil von Cat #1. Das galt auch für das Lied Beth, das die Gruppe in einer akustischen Fassung neu aufgenommen hatte. Beth hatte Kiss 1976 den ersten großen Radio-Hit beschert.
Das Album-Cover zeigte den Schlagzeuger mit einem zur Hälfte mit seinem im Kiss-Make-Up geschminkten Gesicht.

## Rezeption
Das Album erzielte keinerlei kommerziellen Erfolg und erhielt keine Auszeichnungen. Der Rezensent Jan Jaedike schrieb im deutschen Magazin Rock Hard:

„Diese Art biederer, Balladen-lastiger Hardrock, die uns der Möchtegern-Altmeister hier präsentiert, ist schon so lange überholt wie die Rufe nach einer Kiss-Reunion im Original-Line-up. Spätestens mit diesem Album zeigt Criss eindrucksvoll, daß er mit seinen nach wie vor quicklebendigen ehemaligen Mitstreitern zu keiner Sekunde mithalten kann. Die danebengeratene Neueinspielung von ‚Beth‘, die schon auf der Mini-CD zu finden war, wird nochmals recycelt, und auch der damals stärkste Track ‚Show Me‘, der von Gitarrist Mike Stone gesungen wird, ist hier wiederzufinden, ebenso das schreckliche ‚Good Times‘, das übelste Erinnerungen an alte Solo-Scheiben von Mr. Criss wachruft. Ansonsten rult souverän der untere Durchschnitt. Was die Scheibe vor dem völligen Absturz bewahrt, sind Peters kratzige Vocals, die einigen Songs doch noch zu etwas Biß verhelfen, und das gelegentlich durchscheinende Potential seiner Begleitband, zu der sich bei einigen Tracks auch ein gewisser Ace Frehley gesellt. Da hätte nur noch gefehlt, daß die Plattenfirma einen ‚Hier ist genauso viel Original-Kiss drin wie bei Kiss selbst‘-Sticker spendiert.“

## Titelliste
1. Bad Attitude
2. Walk the Line
3. Truth
4. Bad People Burn in Hell
5. Show Me
6. Good Times
7. Strike
8. Blue Moon Over Brooklyn
9. Down With the Sun
10. We Want You
11. Beth (Criss, Ezrin, Penridge)